# نبراسي مشرق
نِبْرَاسَي مُشرِق  (الاسم العلمي: Agalychnis)، جنس من ضفادع الأشجار موطنه الغابات في المكسيك وأمريكا الوسطى وشمال غرب أمريكا الجنوبية. يتألف الجنس من 14 نوعًا ضمن فصيلة ضفادع الورق.